# Miradouro do Pelado

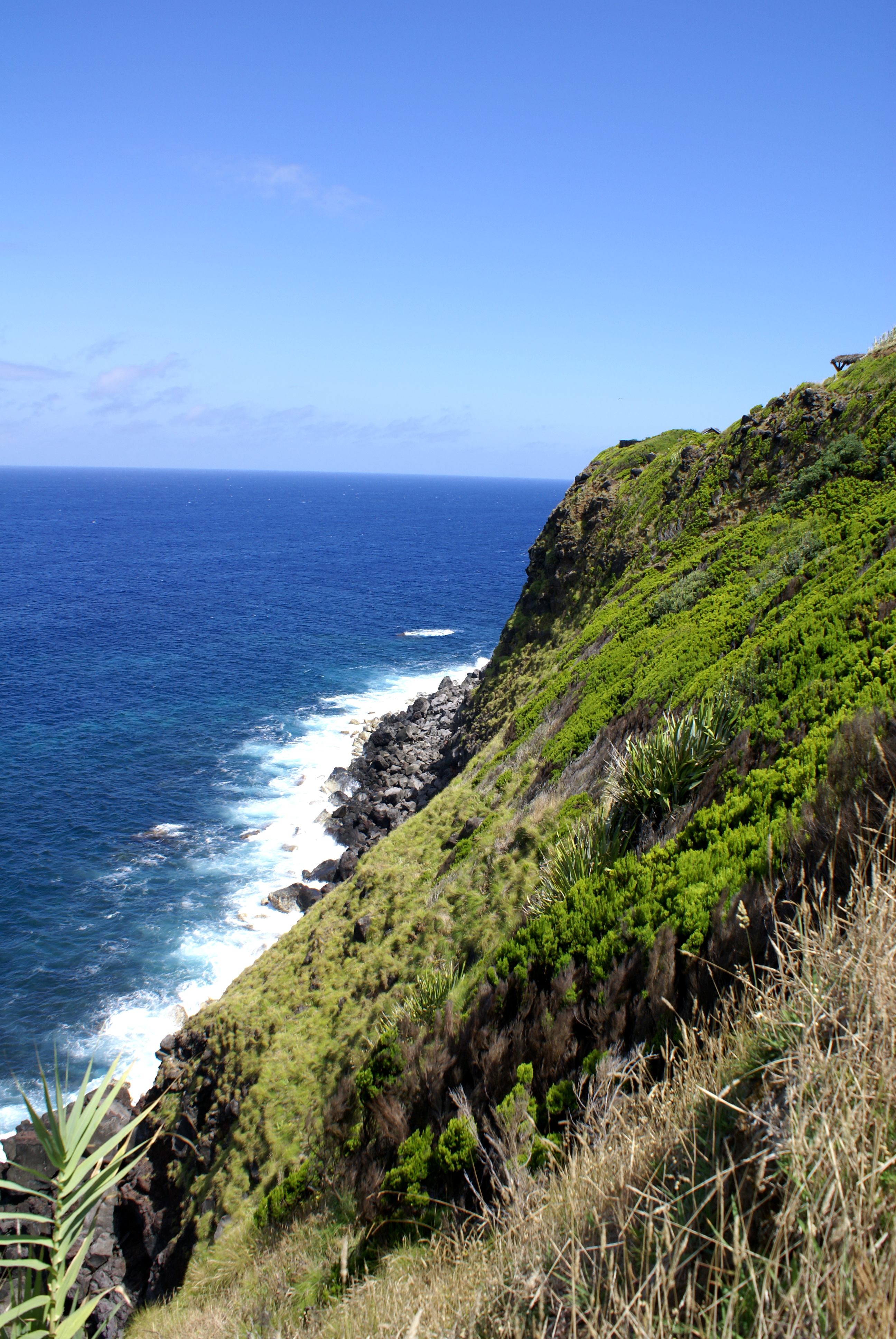
Miradouro do Pelado.

O Miradouro do Pelado é um miradouro português localizado na Lomba da Fazenda, concelho do Nordeste, na ilha açoriana de São Miguel.
Este miradouro oferece uma paisagem imensa de terra e mar, de um lado o Oceano Atlântico estende-se a perde de vista e do outro as montanhas do Nordeste elevam-se ao céu.
Por se encontrar numa zona de forte riqueza endémica foi incluído no Parque do Pelado fazendo assim com este parque parte da zona de protecção especial do mesmo. É de salientar a presença da floresta Laurissilva típica da Macaronésia onde surgem espécies como Faia da Terra, a Bracel da rocha ou a Mata. 
Este miradouro para além da paisagem que o circunda oferece também a possibilidade de estudo sobre a estrutura geológica do lugar onde se encontra.